# Hamid Ahaddad
Hamid Ahaddad (sinh ngày 2 tháng 7 năm 1995) là một cầu thủ bóng đá người Maroc hiện tại thi đấu cho Difaâ Hassani El Jadidi ở vị trí tiền vệ chạy cánh.